# Odissea/Mosaico
Odissea/Mosaico è un 7'' dei Rondò Veneziano pubblicato nel Regno Unito dalla Fanfare Records il 1985 e tratto dall'album Odissea. La copertina è disegnata da Angus McKie.

## Tracce
Odissea è il nome dato nella versione inglese al brano Odissea veneziana.
1. Odissea – 2:38 (musica: Gian Piero Reverberi e Dario Farina)
2. Mosaico – 4:06 (musica: Gian Piero Reverberi e Laura Giordano)